# Hemingford
Hemingford é uma vila localizada no estado americano de Nebraska, no Condado de Box Butte.

## Demografia
Segundo o censo americano de 2000, a sua população era de 993 habitantes.
Em 2006, foi estimada uma população de 895, um decréscimo de 98 (-9.9%).

## Geografia
De acordo com o United States Census Bureau, a localidade tem uma área de 1,7 km², sem área coberta por água. Hemingford localiza-se a aproximadamente 1300 m acima do nível do mar.

## Localidades na vizinhança
O diagrama seguinte representa as localidades num raio de 56 km ao redor de Hemingford.